# Enrique Camarena
Enrique Camarena Salazar, noto anche con lo pseudonimo di Kiki Camarena (Mexicali, 26 luglio 1947 – Angostura, 9 febbraio 1985), è stato un poliziotto e militare statunitense di origine messicana.
Ha lavorato per la DEA ed è stato rapito il 7 febbraio 1985 e poi torturato e assassinato, mentre era in missione in Messico. Il nome in codice spagnolo di Camarena era "Kike", "Kiki" in inglese. L'omicidio di Camarena fu il primo caso di alto profilo che vide coinvolto un agente statunitense ucciso in territorio messicano.

## Biografia

### Gioventù
Enrique S. Camarena si diplomò nel 1966 presso il Liceo di Calexico, nell'omonima cittadina. Nel 1968 si arruolò nel corpo dei Marines. Dopo aver prestato servizio per due anni, e prima di entrare nei ranghi della DEA, lavorò come investigatore di polizia, vigile del fuoco e vicesceriffo. Il suo primo incarico lo portò a lavorare presso Calexico, in California. Nel 1977 Camarena fu trasferito presso gli uffici di Fresno, e nel 1981 fu assegnato presso gli uffici di Guadalajara, in Messico.

### Rapimento e omicidio
Durante i quattro anni di servizio in Messico, Camarena concentrò i suoi sforzi nelle indagini sui grandi trafficanti di cocaina e marijuana del paese, tanto che nel 1984, grazie alle informazioni fornite da Camarena, 450 soldati messicani, coperti da elicotteri, distrussero il "Rancho Búfalo", un appezzamento di terra di circa 530 ettari, coltivato a marijuana, dalla rendita annuale di 8 miliardi di dollari. Camarena, identificato come fonte dell'informazione, fu rapito in pieno giorno il 7 febbraio 1985.
L'agente stava uscendo dagli uffici per andare a mangiare qualcosa, quando fu avvicinato da un'auto e quindi trascinato al suo interno da quattro uomini armati. Qualche ora dopo fu rapito anche Alfredo Zavala Avelar, un pilota del Dipartimento Messicano per l'Agricoltura che collaborava con l'agenzia. Tutto ciò fu possibile grazie alla collusione di un agente di polizia sul libro paga dal signore della droga Miguel Ángel Félix Gallardo. Camarena e il collega furono torturati nel ranch di Gallardo per più di trenta ore, e poi uccisi. Il cranio, il naso, gli zigomi e la trachea dell'agente furono schiacciati, le costole erano rotte, e gli era stato praticato un foro alla testa con un cacciavite. Durante la prigionia gli erano state somministrate anfetamine e altre droghe, probabilmente per far sì che rimanesse cosciente durante le torture. Il corpo dell'agente fu ritrovato in un'area rurale all'esterno della piccola città di Angostura, nello stato di Sinaloa, il 5 marzo 1985.

## Eventi successivi
La tortura e l'omicidio indussero una reazione rapida da parte della DEA, che lanciò l'Operazione Leyenda, la più grande indagine per omicidio mai condotta dall'agenzia. Un'unità speciale fu inviata per coordinare le indagini in Messico, dove erano implicati alcuni agenti corrotti.
Il 14 maggio la DEA ricevette la notizia che la polizia federale messicana aveva preso in custodia cinque agenti della polizia di Stato di Jalisco, sospettati di aver partecipato al rapimento. Tuttavia, la DEA non fu né avvisata in anticipo dell'operazione, né invitata a partecipare ai successivi interrogatori. Dopo essere stati interrogati, gli agenti di polizia confessarono di aver partecipato al rapimento, così come altri. Uno dei sospettati morì durante l'interrogatorio. Le accuse degli agenti, unite alle indagini della DEA, portarono a identificare rapidamente Miguel Ángel Félix Gallardo e due suoi stretti collaboratori, Ernesto Fonseca Carrillo e Rafael Caro Quintero, come sospettati principali del rapimento. A seguito delle pressioni statunitensi sull'allora presidente messicano Miguel de la Madrid, Fonseca e Quintero furono rapidamente catturati, ma Félix Gallardo godeva ancora di protezione politica.
Il governo americano intraprese una lunga indagine sull'omicidio di Camarena. A causa delle difficoltà nell'estradare cittadini messicani, la DEA arrivò a incarcerare due sospetti, Humberto Álvarez Machaín, il medico che era sospettato di aver prolungato la vita di Camarena per poter continuare con le torture, e Javier Vásquez Velasco; entrambi furono catturati e trasportati negli Stati Uniti da alcuni cacciatori di taglie.
Nonostante le vive proteste del governo messicano, Álvarez fu sottoposto a processo a Los Angeles nel 1992. Dopo la presentazione del caso da parte del governo, il giudice sentenziò che non vi erano prove sufficienti per supportare un verdetto di colpevolezza, e le accuse furono ritirate. Álvarez successivamente intentò una causa civile contro il governo americano, accusandolo di aver violato l'accordo di estradizione siglato fra Stati Uniti e Messico. Il caso raggiunse la Corte Suprema, dove fu deciso che Álvarez non aveva alcun diritto a risarcimento. Gli altri quattro accusati, Vásquez Velasco, Juan Matta-Ballesteros, Juan José Bernabé Ramírez e Rubén Zuno Arce (un parente dell'ex presidente messicano Luis Echeverría) furono processati e giudicati colpevoli per il rapimento di Camarena.
Era inoltre risaputo che Arce avesse rapporti con agenti messicani corrotti, e che tali agenti erano implicati nella copertura dell'omicidio. Tuttavia, la polizia messicana distrusse prove di questo coinvolgimento sul corpo di Camarena.
Nell'ottobre 2013 due ex agenti federali e un ex collaboratore della CIA affermarono a un network televisivo americano, che alcuni agenti CIA erano coinvolti nel rapimento e nell'omicidio di Camarena, poiché era una minaccia alle attività illegali dell'agenzia in Messico. Secondo i tre uomini, la CIA stava collaborando con i trafficanti per trasportare cocaina e marijuana negli Stati Uniti, per poter poi usare la propria parte di ricavi per finanziare i contras, nel tentativo di rovesciare il governo sandinista in Nicaragua. Un portavoce della CIA ha risposto affermando che "è ridicolo pensare che la CIA abbia qualcosa a che fare con l'omicidio di un agente federale americano e la fuga del suo assassino".

## Riconoscimenti
Kiki Camarena ricevette numerosi riconoscimenti nel periodo in cui prestò servizio per la DEA, e ricevette postumo l'Administrator's Award of Honor, il più alto riconoscimento concesso dall'organizzazione.

## Omaggi
- A Fresno, la DEA organizza annualmente un torneo di golf in suo onore.
- La Settimana del Fiocco Rosso, settimana in cui viene insegnato ai bambini e ai giovani di evitare l'uso di droghe, fu stabilita in sua memoria.
- Nel 2004 fu creata la Enrique S. Camarena Foundation in memoria dell'agente. La moglie Mika ed il figlio Enrique Jr. servono volontariamente all'interno del Consiglio dei Direttori, insieme ad alcuni ex agenti DEA, personale delle forze dell'ordine, familiari e amici di Camarena, così come altri che hanno condiviso come il marito la missione di prevenire l'abuso di alcool, droga e violenza.

## Cultura di massa
Nella serie televisiva Narcos: Messico il personaggio ispirato è interpretato da Michael Peña.